# Soló
|  | Per a altres significats, vegeu «Soló (desambiguació)». |

Soló (grec antic: Σόλων, Sólōn; aproximadament entre 630 aC i 550 aC) va ser un famós estadista, legislador i poeta grec. Conegut principalment per la seva tasca legislativa per a resoldre els problemes socials de la seva Atenes arcaica. La seva obra legislativa va ser la base a partir de la qual es va desenvolupar en època de Clístenes la democràcia atenesa.
El coneixement modern de Soló està limitat pel fet que les seves obres només sobreviuen fragmentàriament i sembla que inclouen interpolacions d'autors posteriors, així com per l'escassetat general de proves documentals i arqueològiques d'Atenes a principis del segle vi aC. Se sap que va escriure poesia per plaer, com a propaganda patriòtica i en defensa de la seva reforma constitucional. Autors antics com Filó d'Alexandria, Heròdot i Plutarc són les fonts principals, però van escriure sobre Soló molt després de la seva mort. Oradors del segle iv aC, com Èsquines d'Atenes, tendien a atribuir a Soló totes les lleis, en temps molt posteriors.
Soló és considerat tradicionalment com el més famós dels set savis de Grècia. Si bé existeixen més de vint-i-una llistes d'aquests set savis, Soló apareix en totes, juntament amb Tales de Milet, Biant de Priene i Pítac de Mitilene. A mitjan segle iv aC es va convertir en el símbol de la ideologia democràtica.

## Biografia
Les acaballes del segle vii aC és un moment de crisi en les polis gregues, amb tensions socials produïdes pels deutes dels pagesos i l'ambició de terres dels aristòcrates. En aquest entorn, comencen a desenvolupar-se les tiranies en les quals personatges de l'aristocràcia arriben al poder de manera il·legal recolzant-se en una política populista i personal. A Atenes, ho intentarà Ciló el 632 aC sense fortuna.
Segons Plutarc, Soló va néixer en una família de l'aristocràcia atenenca vinculada a l'antiga monarquia d'Atenes. Sembla que la seva primera activitat pública va ser el lideratge de l'enfrontament contra Mègara per les illes de Salamís.
Ocupà el càrrec d'arcont. L'any 594 aC, va ser elegit àrbitre (dialektés) en un moment d'enfrontament entre ciutadans (stasis). Segurament, el conflicte va ser entre una minoria ancestralment privilegiada i una majoria que s'hi rebel·lava, però també és possible que es tractés d'un enfrontament dins la mateixa aristocràcia. En la Constitució d'Atenes es diu:
| «                                | …hi havia conflicte entre els nobles i la gent corrent. Per la Constitució, estaven per sota de l'oligarquia en tots els respectes, i sobretot els pobres, juntament amb les seves dones i fills, que eren esclaus dels rics… Tota la terra estava en mans d'uns pocs. I si una persona no pagava les rendes, aquesta mateixa i els seus fills podien ser venuts com a esclaus. La seguretat de tots els préstecs era la mateixa persona del deutor fins a època de Soló. Ell va ser el primer campió del poble. | » |
| — Constitució d'Atenes (2.1-2.3) | |   |

Una altra visió ens la proporciona Plutarc:
| «                   | Atenes estava esgarrada pel recurrent conflicte sobre la Constitució. La polis estava dividida en tants partits com divisions geogràfiques del territori. Per una banda, el partit de les muntanyes estava a favor de la democràcia, mentre que el poble de la plana estava a favor de l'oligarquia, en tant que un tercer grup, el poble de la costa, que preferia una forma mixta de Constitució, quelcom entre les altres dues, obstruïa i prevenia els altres grups de guanyar control. | » |
| — Plutarc, Soló, 13 | |   |

Dintre dels mateixos clans aristocràtics hi havia conflictes, ja que tot atenenc pertanyia a una tribu (file), germandat (fratria) o família (genos). El control d'aquestes estructures era clau per a consolidar els poders de les oligarquies, i també era una font de constants conflictes entre famílies aristocràtiques, ja que els conferia un control del territori i un poder de representació política.

## Reformes de Soló
Les lleis de Soló foren penjades en unes tauletes de fusta o cilindres enganxades a unes destrals a dalt del Pritaneu, que sembla que eren visibles encara en època de Plutarc. En època de Soló, el poder, el tenien nou arconts o magistrats anuals escollits per la seva noblesa i poder econòmic. A més a més, hi havia un cos consultiu, l'Areòpag, en què es concentraven els antics arconts. Finalment, hi havia l'Assemblea o Ekklesia que comprenia tots els ciutadans de la polis —a excepció de la classe més humil (els thetes).
Segons Aristòtil, una de les primeres mesures de Soló va ser permetre que els thetes poguessin participar en l'Ekklesia i també en els tribunals (Heleaia), si bé alguns autors ho posen en dubte. Una segona reforma que s'atribueix a Soló és la creació del Consell dels Quatre-cents, que vindria a ser un consell permanent de l'Ekklesia, i també en aquest cas hi ha certs dubtes respecte a la seva autoria.
La més important de les reformes va ser la d'organitzar els ciutadans en quatre classes a fi i efecte d'establir una proporcionalitat entre el gaudiment dels privilegis polítics i la capacitat econòmica, la qual determinaria les obligacions de prestacions militars. Les classes eren:
- Pentakosiomedimnoi: propietaris de 500 medimnes de cereal (cada medimne són 85 lliures o 50 litres). Eren elegibles com a strategoi (generals).
- Hippeis (cavallers): amb possibilitat de sostenir-se ells i un cavall, equivalent a una renda anual de 300 medimnes de cereal.
- Zeugitai: ramaders amb equivalència de renda de 200 medimnes, que podien equipar-se a si mateixos amb l'equip d'hoplita.
- Thetes: treballadors manuals o agricultors comunals que lluitaven com a foners o bé com a remers en la flota atenenca.

Segons Aristòtil, només els pentakosiomedimnoi podien arribar a ser arconts i, per tant, formar part de l'Areòpag. Si bé actualment es considera que també els hippeis podrien gaudir d'aquestes magistratures.
Després, Soló va realitzar una sèrie de reformes d'ordre econòmic que vindrien a treure part de la pressió que hi havia al camp d'Atenes. Destacarien les següents lleis:
- S'encoratja els pares a cercar negocis als seus fills; si no ho fan, aquests no tenen cap obligació de cuidar-los en la seva vellesa.
- S'anima els comerciants estrangers a instal·lar-se a Atenes, i fins i tot se'ls concedirà la ciutadania si s'instal·len amb les seves famílies.
- S'afavoreix el cultiu de l'olivera sobretot per exportar l'oli; això sí, és l'únic producte agrícola que es permet exportar.
- Es creen pesos i mesures per afavorir el comerç i el control de les autoritats (se segueixen els estàndards d'Egina, Eubea o Argos).

Es deia també que Soló va encunyar la primera moneda atenenca, si bé els numismàtics daten la primera moneda de la ciutat coneguda cap al 560 aC, o sigui, després de les reformes de Soló.
El resultat d'aquestes reformes serà un creixement de l'exportació de l'oli d'Atenes, així com d'altres productes artesanals, com la ceràmica de figures negres (600-560 aC). La prohibició d'exportació de gra es va fer per evitar les fams i la dependència de gra de l'exterior.
Les darreres reformes de Soló s'agrupen amb el nom de Seisachteia ('treure els pesos') i vindrien a ser tradicions que generaven problemes ètics o morals. Destaquen entre les seves reformes morals les següents:
- Anul·lació de tots els contractes simbolitzats per horoi (fites de les propietats que estaven identificant-ne aquelles subjectes per deutes).
- Prohibició que la garantia d'un deute fos la pròpia persona.
- Alliberament de tots els atenencs esclavitzats i vivint en altres polis.

Les reformes acabaven de manera definitiva amb l'esclavitud per deutes, però per altra banda limitaven l'obtenció de crèdits per part dels pagesos endeutats. Altres mesures morals foren:
- Limitació dels dots.
- Limitació dels luxes en els funerals.
- Possibilitat que una filla heretés la fortuna del pare (fins aquell moment, per ser hereva calia que es casés amb el membre familiar més proper al pare).
- Possibilitat que qualsevol ciutadà pogués emprendre accions legals contra algun altre.

## Els viatges de Soló
Un cop acabades les seves reformes, Soló, que no va voler exercir com a tirà, va decidir viatjar per altres països per tal d'aprendre d'aquests i les seves legislacions. Segons Heròdot, les seves reformes es van mantenir per uns deu anys, mentre que Plutarc i Aristòtil esmenten que varen estar en vigor uns cent anys. Quatre anys després de marxar, es van tornar a generar conflictes socials que van posar fi a l'arribada al poder del tirà Pisístrat, que malgrat tot va mantenir en certa manera la Constitució soloniana.
Segons Plutarc, la primera parada en el viatge de Soló va ser Egipte, on va tenir el plaer de discutir de filosofia amb Psenophis a Heliopolis. D'altra banda, Plató esmenta que va visitar també el temple de Neith a Sais, i que d'allà va marxar a Xipre. A l'illa, es va donar Soloi com a nom de la nova capital que s'estava construint, una mena d'homenatge a la seva figura.
L'etapa següent del viatge de Soló va ser Sardes, la capital del regne de Lídia, on va conèixer Cresos, el rei més ric de l'Àsia.

## Col·leccions de versos de Soló
- Martin Litchfield West, Iambi et elegi Graeci ante Alexandrum cantati2: Callinus. Mimnermus. Semonides. Solon. Tyrtaeus. Minora adespota,, Oxonii: e typographeo Clarendoniano 1972, revised edition 1992 x + 246 p.
- T. Hudaon-Williams, Early Greek Elegy: Ekegiac Fragments of Callinus, Archilochus, Mimmermus, Tyrtaeus, Solon, Xenophanes, and Others, # Taylor and Francis (1926), ISBN 0-8240-7773-3.
- Christoph Mülke, Solons politische Elegien und Iamben: (Fr. 1 - 13, 32 - 37 West), Múnic (2002), ISBN 3-598-77726-4.
- Eberhard Ruschenbusch Nomoi: Die Fragmente d. Solon. Gesetzeswerkes, Wiesbaden: F. Steiner (1966).
- H. Miltner Fragmente / Solon, Vienna (1955)
- Eberhard Preime, Dichtungen: Sämtliche Fragmente / Solon Munich (1940).